# Cucalón
Cucalón är en kommun i Spanien.   Den ligger i provinsen Provincia de Teruel och regionen Aragonien, i den nordöstra delen av landet, 220 km öster om huvudstaden Madrid. Antalet invånare är 108. Arean är 32 kvadratkilometer. Cucalón gränsar till Bádenas.
Terrängen i Cucalón är platt åt sydväst, men åt nordost är den kuperad.